# Liste der Kulturgüter in Boniswil
Die Liste der Kulturgüter in Boniswil enthält alle Objekte in der Gemeinde Boniswil im Kanton Aargau, die gemäss der Haager Konvention zum Schutz von Kulturgut bei bewaffneten Konflikten, dem Bundesgesetz vom 20. Juni 2014 über den Schutz der Kulturgüter bei bewaffneten Konflikten sowie der Verordnung vom 29. Oktober 2014 über den Schutz der Kulturgüter bei bewaffneten Konflikten unter Schutz stehen.
Objekte der Kategorie A sind im Gemeindegebiet nicht ausgewiesen, Objekte der Kategorie B sind vollständig in der Liste enthalten, Objekte der Kategorie C fehlen zurzeit (Stand: 1. Januar 2023).

## Kulturgüter
| Foto |                                                                                   | Objekt                                                 | Kat. | Typ | Standort                          | Beschreibung                                                                                         |
| ---- | --------------------------------------------------------------------------------- | ------------------------------------------------------ | ---- | --- | --------------------------------- | --- |
| ja   | Datei hochladen · Wikidata zu Haus Fischer (ehemalige Villa Gautschi) (Q29575743) | Haus Fischer (ehemalige Villa Gautschi) KGS-Nr.: 09399 | B    | G   | Seengerstrasse 12 656553 / 240931 | 1904 erbaute repräsentative Villa im Jugendstil. An den Fassaden Freskenmalereien von Werner Büchli. |
| ja   | Datei hochladen · Wikidata zu Ehemalige Mühle (Q29575741)                         | Ehemalige Mühle KGS-Nr.: 15223                         | B    | G   | Seetalstrasse 4 656409 / 240889   | Zwischen 1770 und 1773 erbaute Mühle, mit doppelläufiger Freitreppe zum Portal des Wohnteils.        |